# 202. Division
Die 202. Division sind folgende militärische Einheiten auf Ebene der Division:

## Infanterie-Divisionen
- 202. Infanterie-Division (Deutsches Kaiserreich)
- 202ª Divisione costiera (Königreich Italien)
- 202. Division (Japanisches Kaiserreich)
- 202. Schützendivision (Sowjetunion), im August 1941 aus der 202. mechanisierten Division und anderen Truppenteilen aufgestellt